# Curdie River
Curdie River är ett vattendrag i Australien. Det ligger i delstaten Victoria, omkring 200 kilometer sydväst om delstatshuvudstaden Melbourne.
Genomsnittlig årsnederbörd är 1 017 millimeter. Den regnigaste månaden är augusti, med i genomsnitt 136 mm nederbörd, och den torraste är februari, med 25 mm nederbörd.